# Une vie d'amour (chanson)
Singles de Mireille Mathieu et Charles Aznavour
Une femme amoureuse (Mireille Mathieu)
(1980) Bravo tu as gagné (Mireille Mathieu)
(1981)
Une vie d'amour est une chanson française écrite et interprétée Charles Aznavour : elle est sortie en 1981 chez Barclay, maison de disques du chanteur. Elle est parue aussi dans son album Autobiographie. Il l'interpréta en duo avec Mireille Mathieu lors d'une émission de télévision, ce duo plut beaucoup ; aussi Barclay sortit un autre EP avec ce duo Aznavour/Mathieu et sur l'album LP on retrouve la version solo d'Aznavour, une version solo en russe et enfin le duo avec Mireille Mathieu.
En 2014, celle-ci enregistra une version solo de cette chanson et utilisa le titre pour une compilation 3 CD sortie chez Sony ( qui fut disque d'or).
La face B du disque, Téhéran 43 est la bande originale du film Téhéran 43 sortie en 1981 et reprend le thème musical d'Une vie d'amour.

## À l'étranger
Cette chanson a été traduite en russe par Natalia Kontchalovskaïa  sous le titre de «Вечная любовь» (Amour éternel, Vietchnaïa lioubov) et a remporté un immense succès dans toute l'URSS, grâce notamment à son interprétation par Lioudmila Gourtchenko au cours de l'émission télévisée du nouvel an 1982 Novogodni atraktsion-82. Cette version a été reprise en duo par Philipp Kirkorov en duo avec Alsou dans son album de 2001, et en français par Valery Leontiev dans son album de 2003. Elle a été également chantée en français par Oleg Pogoudine. 
Il existe aussi une version chinoise de cette chanson.